# Fagne

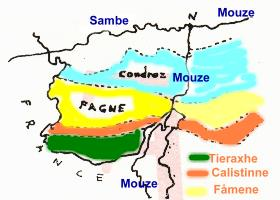
Mapa jihozápadního Valonského regionu

Fagne je oblast na pomezí Belgie a Francie.
Nachází se na jihu provincií Henegavsko a Namur ve Valonském regionu a zasahuje do arrondissementu Avesnois v severní Francii.
Leží na západ od řeky Mázy a navazuje na západní okraj masivu Arden.
Hlavní město oblasti Fagne je Philippeville.
Mezi další města a vesnice patří Couvin, Cerfontaine, Rance, Trélon a Solre-le-Château.
Oblast Fagne nesmí být zaměňována s oblastí Hautes Fagnes na východě Belgie, přestože názvy obou regionů mají stejný etymologický původ (fagne znamená francouzsky „močál, rašeliniště“).
Podle jiné teorie však název pochází z latinského slova Fagus, česky „buk“.
Oblast má vlhké podnebí a nacházejí se zde bažiny, rybníky a lesy.
Podmínky k růstu buků jsou příznivé, ačkoliv na některých místech jeho rozšíření omezují pozdní jarní mrazy a podmáčení půdy na dnech údolí.